# Chenzui
Chenzui (kinesiska: 陈咀, 陈咀镇) är en köping i Kina. Den ligger i storstadsområdet Tianjin, i den norra delen av landet, omkring 26 kilometer nordväst om stadens centrum. Antalet invånare är 30 193. Befolkningen består av 14 951 kvinnor och 15 242 män. Barn under 15 år utgör 15,0 %, vuxna 15-64 år 75 %, och äldre över 65 år 9,0 %.